# اجتياز نات
اجتياز النات أو اجتياز ترجمة عنوان الشبكة (بالإنجليزية: NAT traversal)‏ هي تقنية في علم الشكبات الحاسوبية تختص بإنشاء بروتوكول الإنترنت والمحافظة على عدم تغييره في أيٍّ من البوابات التي تعمل بتقنية النات
اجتياز النات (بالإنجليزية: NAT traversal)‏ هو نطاق يتم من خلاله إتاحة الاتصال بشبكة الإنترنت لعدة أجهزة من خلال آي بي واحد فقط، أو يتم استخدامها بعمل ستاتيك NAT يتم فيه عمل ترجمة ثابتة لكل الحركات الشبكية (الترافيك) الصادرة والواردة لجهاز معين على الشبكة الداخلية من على المسير (Router) أو الجدار الناري لإتاحة خدمة على هذا الخوادم للإنترنت مثل الويب أو خوادم البريد.
ظهرت مشكلة كبيرة في ال NAT مع استخدام ال IPSEC وهي ان ال NAT يقوم بتغيير الاي بي والمنفذ الموجودين في ترويسة الرزمة (Packet header) ونظرا لانه ال IPSEC يقوم بوضع الاي بي في الPAYLOAD الخاص به والذي لا يوافق الاي بي الموجود في ال IKE الذي هو أي بي ال NAT DEVICE فانه الجهاز على الطرف الآخر يقوم بعمل DROP للرزمة. المشكلة الأخرى هي التدقيق TCP مجموع تدقيق والتي تقوم بالتأكد من صحة الرزمة المرسلة في العادي يتم وضع الاي بي والمنفذ في ترويسة ال TCP وفي الوضع العادي تقوم ال NAT DEVICE بتغيير الاي بي والمنفذ اما في حالة استخدام IPSEC فانه يتم تشفير الترويسة باستخدام ال ESP وبم انه الترويسة مشفرة لا تستطيع ال NAT DEVICE تغيير الترويسة وبالتالي يكون ال CHECKSUM غير مضبوط ويتم حذف الرزمة.
تم عمل ال NAT-T والتي تقوم بعمل UDP HEADER يحتوي ال ESP HEADER وبالتالي تستطيع ال NAT DEVICE ترجمته
أيضا يتم وضع الاي بي للجهاز المرسل في خانة ال ORIGINAL IP وتركها كما هي وبالتالي يمكن التأكد من ال مجموع تدقيق

## روابط خارجية
- Problems and fact about modern day NAT traversal systems
- Autonomous NAT traversal – NAT to NAT communication without a third party
- Cornell University – Characterization and Measurement of TCP Traversal through NATs and Firewalls
- Columbia University – An Analysis of the Skype Peer-to-Peer Internet Telephony
- Peer to peer communication across Network Address Translators (UDP Hole Punching)